# Miriam Bulgaru
Miriam Bulgaru (ur. 2 października 1998 w Alba Iulii) – rumuńska tenisistka.

## Kariera tenisowa
W karierze zwyciężyła w pięciu singlowych i trzech deblowych turniejach rangi ITF. 14 października 2024 roku zajmowała najwyższe miejsce w rankingu singlowym WTA Tour – 176. pozycję, natomiast 14 czerwca 2021 osiągnęła najwyższą pozycję w rankingu deblowym – 371. miejsce.
We wrześniu 2024 roku wygrała turniej zaliczany do cyklu WTA 125.

## Finały turniejów WTA 125
| Legenda                   | Legenda |
| ------------------------- | ------- |
| Wielki Szlem              |         |
| Igrzyska olimpijskie      |         |
| WTA Tour Championships    |         |
| od 2021                   |         |
| WTA 1000 (obowiązkowe)    |         |
| WTA 1000 (nieobowiązkowe) |         |
| WTA 500                   |         |
| WTA 250                   |         |
| WTA 125                   |         |

### Gra pojedyncza 1 (1–0)
| Końcowy wynik | Nr | Data             | Turniej   | Nawierzchnia | Przeciwniczka          | Wynik finału  |
| ------------- | -- | ---------------- | --------- | ------------ | ---------------------- | ------------- |
| Zwyciężczyni  | 1. | 15 września 2024 | Bukareszt | Ceglana      | Kathinka von Deichmann | 6:3, 1:6, 6:4 |

## Wygrane turnieje rangi ITF
| turnieje z pulą nagród 100 000 $ (W100) |
| turnieje z pulą nagród 80 000 $ (W80)   |
| turnieje z pulą nagród 60 000 $ (W75)   |
| turnieje z pulą nagród 40 000 $ (W50)   |
| turnieje z pulą nagród 25 000 $ (W35)   |
| turnieje z pulą nagród 15 000 $ (W15)   |
| turnieje z pulą nagród 10 000 $         |

### Gra pojedyncza
|    | Data       | Turniej         | ($)    | Naw.   | Finalistka           | Wynik       |
| 1. | 29/05/2016 | Gałacz          | 10 000 | ziemna | Oana Georgeta Simion | 6:3, 6:1    |
| 2. | 24/09/2017 | Warna           | 15 000 | ziemna | Cristina Adamescu    | 6:0, 7:6(5) |
| 3. | 01/07/2018 | Curtea de Argeș | 15 000 | ziemna | Andreea Mitu         | 6:4, 7:5    |
| 4. | 07/02/2021 | Antalya         | 15 000 | ziemna | Park So-hyun         | 6:2, 6:3    |
| 5. | 25/09/2022 | Otočec          | 25 000 | ziemna | Paula Ormaechea      | 7:5, 6:4    |